# بلاكشير
بلاكشير (بالإنجليزية: Blackshear, Georgia)‏ هي مدينة تقع في مقاطعة بيرس، جورجيا بولاية جورجيا في الولايات المتحدة. تبلغ مساحة هذه المدينة 11.3 (كم²)، وترتفع عن سطح البحر 34 م، بلغ عدد سكانها 3445 نسمة في عام 2010 حسب إحصاء مكتب تعداد الولايات المتحدة.

## أعلام
- جون راندال ووكر

## وصلات خارجية
- blackshearga.com
- Cities & Counties - Georgia.gov